# Helvetet i skyn
Helvetet i skyn (engelska: Aces High) är en brittisk-fransk krigsfilm från 1976 i regi av Jack Gold.
Filmen bygger på Robert Cedric Sheriffs pjäs Männen vid fronten.

## Handling
Helvetet i skyn följer några unga piloter i Royal Flying Corps vid fronten i Frankrike 1917.

## Rollista i urval
- Malcolm McDowell - major John Gresham
- Christopher Plummer - kapten Sinclair
- Simon Ward - löjtnant Crawford
- Peter Firth - fänrik Stephen Croft
- David Wood - löjtnant Thompson
- John Gielgud - rektorn
- Trevor Howard - överstelöjtnant Silkin
- Richard Johnson - överste Lyle
- Ray Milland - brigadchef Wale
- Barry Jackson - korpral Joyce
- Tim Pigott-Smith - major Stoppard